# Gunnar Hagbergh
Gunnar Hagbergh, född den 13 januari 1891 i Stockholm, död där den 15 oktober 1972, var en svensk militär.
Hagbergh blev underlöjtnant vid Göta livgarde 1911 och löjtnant där 1916. Han befordrades till kapten i generalstaben 1926 och till major där 1935. Han blev ställföreträdande chef för Krigsskolan 1936 och fick transport som major till Västerbottens regemente 1937. Hagbergh blev överstelöjtnant vid Jönköpings-Kalmar regemente 1938, överste 1941 och chef för regementet 1942. Han blev ställföreträdande militärbefälhavare i II. militärområdet 1945 och var domänofficer vid fortifikationsförvaltningen 1951–1959. Hagbergh blev riddare av Svärdsorden 1932, kommendör av andra klassen av samma orden 1945 och kommendörer av första klassen 1947. Han vilar på Norra begravningsplatsen utanför Stockholm.